# (24604) Vasilermakov
(24604) Vasilermakov es un asteroide perteneciente al cinturón de asteroides, descubierto el 18 de enero de 1975 por la astrónoma soviética Liudmila Chernyj desde el Observatorio Astrofísico de Crimea (República de Crimea, Rusia). Debe su nombre a Ermakov Vasilij Timofeevich, sacerdote, historiador del cristianismo y activista social.